# Могильщик-погребатель
Могильщик-погребатель, или черноусый могильщик, или чернобулавый могильщик (лат. Nicrophorus vespilloides) — вид жуков-мертвоедов из подсемейства могильщиков.

## Ареал
Широко распространён в Европе, Северной и Центральной Азии (на юг до Казахстана), Сибири, Монголии, Корее, Северо-восточном Китае, Казахстане, Турции, Иране и Японии, а также на севере Северной Америки.

## Описание
Длина тела 11–17 мм. Булава усиков одноцветная чёрная. Переднеспинка округлой формы, голая с широкими полями. Надкрылья чёрного цвета с двумя оранжевыми перевязями. Рисунок надкрылий сильно варьируют. В некоторых случаях оранжевый цвет преобладает и чёрной остается только лишь короткая полоска от одного плеча надкрылий до другого. Передняя оранжевая перевязь может быть непрерывной или в виде нескольких пятен. Задняя перевязь чаще развита в виде овального пятна на каждом надкрылье. Эпиплевры обычно жёлтые в средней части, на переднем и заднем концах чёрные. Грудь покрыта жёлтыми волосками. Брюшко (за исключением пигидия) покрыто чёрными волоскам. Голени задних ног прямые. От всех видов с неопушённой переднеспинкой отличается одноцветной чёрной булавой усиков.

## Биология
Является некрофагом: питается падалью как на стадии имаго, так и в личиночной стадии. Жуки закапывают трупы мелких животных в почву (за что жуки и получили своё название «могильщики») и проявляют развитую заботу о потомстве — личинках, подготавливая для них питательный субстрат. В случае отсутствии основного пищевого источника описаны случаи факультативного хищничества либо же питания гниющими растительными остатками и грибами.
Благодаря развитым хеморецепторам усиков, они издалека чуют падаль и способны слетаться к ней за сотни метров. Самец и самка вдвоем закапывают найденную падаль (обычного это труп мелкого млекопитающего или птицы), выгребая из-под неё землю; тем самым они прячут её от других падальщиков (падальных мух и жуков). Они используют экскременты и слюну, чтобы замедлить разложение и убрать запах разложения, привлекающий внимание конкурентов. Закапывание также предохраняет труп от пересыхания в период, когда им питаются личинки. При рыхлой почве зарывание происходит очень быстро, за несколько часов. Иногда, подрываясь под труп с одной стороны, могильщики постепенно перемещают его с места, неудобного для погребения. После зарывания самка откладывает поблизости яйца (обычно в земляной ямке). Как правило, одну тушку занимает одна пара жуков, отогнавшая остальных.
Из отложенных яиц выходят личинки с 6 малоразвитыми ногами и группами из 6 глазков с каждой стороны. Интересной особенностью могильщиков является забота о потомстве: хотя личинки способны питаться самостоятельно, родители растворяют пищеварительными ферментами ткани трупа, готовя для них питательный «бульон». Это позволяет личинкам быстрее развиваться. Через несколько дней личинки зарываются глубже в землю, где окукливаются, превращаясь во взрослых жуков.